# Sierra Leone hívójelkörzetei
Sierra Leone jelenleg (2024) nincs felosztva hívójelkörzetekre.
A Sierra Leone számára az ITU a 9L hívójelprefixet határozta meg.
Az Egyesült Királyság fennhatósága alatt a ZD1 hívójelprefixet használták.
| Prefix | Körzet | Hely/jelleg                                                     | ITU zóna | CQ zóna | 1 szintű QTH lokátor |
| ------ | ------ | --------------------------------------------------------------- | -------- | ------- | -------------------- |
| 9L     | [0..9] | Sierra Leone                                                    | 46       | 35      | IJ                   |
| ZD     | 1      | Kivezetve, az Egyesült Királyság fennhatósága alatt használták. | 46       | 35      | IJ                   |

## Lajstromjel
Vízi és légi járművek lajstromjelezéséhez a 9L prefixet használják.